# Front Català d'Ordre
El Front Català d'Ordre (FCO) fou una coalició electoral formada per les forces polítiques catalanes de dreta que, sota l'hegemonia centrista de Lliga Catalana, va presentar-se a les eleccions legislatives del 16 de febrer de 1936, on fou derrotada pel Front d'Esquerres de Catalunya.
Era constituïda per Lliga Catalana, Dreta de Catalunya, Acció Popular Catalana, Partit Republicà Radical, Comunió Tradicionalista i Renovación Española (només a la ciutat de Barcelona, ja que no tenien més representació). A diferència del Front d'Esquerres, no els unia cap programa coherent, sinó que es basava en un atac al Front d'Esquerres i en l'oposició a l'alliberament dels participants en els fets del sis d'octubre. Dels 52 escons catalans, només en va obtenir 13, dels quals 12 foren per a la Lliga i només un a Tarragona per a la Comunió Tradicionalista.

## Candidats
Per Barcelona-ciutat:
- Lliga Catalana: Joan Ventosa i Calvell i 9 candidats més.
- CEDA: Lluís Jover i Nonell i 2 candidats més.
- Partit Republicà Radical: Alejandro Lerroux.
- Comunió Tradicionalista: Joaquim Gomis i Cornet[2]
- Dreta de Catalunya: Santiago Torent i Buxó.
- Renovación Española : Salvador G. Arenas

Per la província de Barcelona:
- Lliga Catalana: Francesc Cambó i Batlle i 5 candidats més.
- CEDA: Antoni Barata i Rocafort i 3 candidats més.
- Partit Republicà Radical: Jaime Polo Otín.

Per la província de Girona:
- CEDA: Josep Ayats Surribas.
- Lliga Catalana: Joan Estelrich i Artigues i un altre candidat.
- Partit Republicà Radical: Jaume Busquets i Norat.
- Comunió Tradicionalista: Luis Hernando de Larramendi Ruiz.

Per la província de Lleida (els radicals no hi participaren en aquesta circumscripció):
- CEDA: José Abizanda Puntas.[3]
- Lliga Catalana: Manuel Florensa i Farré i un altre candidat més.
- Comunió Tradicionalista: Casimir de Sangenís i Bertrand.

Per la província de Tarragona:
- Comunió Tradicionalista: Joaquim Bau i Nolla.
- CEDA: Josep Mullerat i Soldevila.
- Lliga Catalana: Josep Maria Casabò i Torras.
- Partit Republicà Radical: Ramon Barbat i Miracle i un altre més.
- Republicà independent: Gaietà Vilella Puig.

## Resultats
Les seves llistes foren derrotades per les del Front d'Esquerres. Van obtenir una mitjana del 40,8% dels vots (59,1% les del Front d'Esquerres) i 13 dels 54 diputats en joc (12 de la Lliga Catalana i un tradicionalista, per Tarragona).